# Lantheuil
Lantheuil település Franciaországban, Calvados megyében. Lakosainak száma 747 fő (2018. január 1.). Lantheuil Amblie, Creully, Cully, Le Fresne-Camilly és Saint-Gabriel-Brécy községekkel határos.

## Népesség
A település népességének változása:
| Lakosok száma | 364  | 352  | 505  | 592  | 648  | 652  | 651  | 1181 | 741  | 747  |
|               | 1968 | 1975 | 1982 | 1999 | 2006 | 2011 | 2013 | 2016 | 2017 | 2018 |